# Presidente Lucena
Presidente Lucena ist eine Gemeinde mit 2863 Einwohnern (Stand: 2018) im Bundesstaat Rio Grande do Sul im Süden Brasiliens. Sie liegt etwa 60 km nördlich von Porto Alegre. Benachbart sind die Orte Picada Café, Morro Reuter, Ivoti, Lindolfo Collor und São José do Hortêncio. Ursprünglich war Presidente Lucena Teil des Munizips Ivoti.

## Geschichte
Ab 1826 kamen in der zweiten deutschen Einwandererwelle nach Rio Grande do Sul die ersten Immigranten in das Gebiet. Die ältesten Orte des Munizips sind Linha Nova Baixa und Picada Schneider. Linha Nova Baixa entstand etwa 1830, Picada Schneider 1845, die Ortschaft Nova Vila, früher Nova Alemanha, wurde erst nach 1850 besiedelt. Das heutige Presidente Lucena, früher Arroio Veado, entstand erst viel später. 
1885 plante die Provinzregierung einen Weg von São Leopoldo nach Nova Petrópolis. Die Picada (Schneise) entstand ab 1888 auf alten Tropeiros-Pfaden, auf denen Vieh in den Norden getrieben wurde. Später wurde sie Estrada Presidente Lucena genannt, für Autos wurde sie 1913 benutzbar.

## Wirtschaft

### Landwirtschaft
Die kleinräumige Landwirtschaft prägt noch immer die Region, wie in den Zeiten der Kolonien mit gemischten Kulturen. Es gibt etwa 410 Betriebe mit durchschnittlich 10 Hektar. Neben Gartenbau gibt es Mais, Zuckerrohr und Akazien für die Extraktion von Tanninen für die Lederindustrie. Es gibt Rinder-, Schweine- und Hühnerzucht. 

### Industrie
Obwohl Presidente Lucena ländlich ist, gibt es viele Industriebetriebe für Zement, Schmier Colonial (Marmelade, wie sie für Café Colonial gerne genommen wird), Textilien, Möbel, Obstverarbeitung und Schnaps.

### Tourismus
Die wichtigsten Sehenswürdigkeiten sind der historische Ortskern von Picada Schneider, die Eisenbrücke von Linha Nova Baixa über den Rio Cadeia und der Morro do Pedro mit einer Höhe von 595 Metern. Fachwerkhäuser gibt es in historischer und auch in moderner Form, wie das neue Centro Administrativo. Auch heute sprechen etwa 90 % Riograndenser Hunsrückisch, die deutsche Kultur wird gepflegt und (kulinarisch) vermarktet.